# Piotr Fronczewski
Piotr Fronczewski, né le 8 juin 1946 à Łódź en Pologne, est un acteur et chanteur polonais très populaire. Il est aussi connu comme Franek Kimono.

## Biographie
Piotr Fronczewski a commencé sa carrière en jouant au théâtre. Il participe aussi à différents cabarets. Ses filles - Kasia & Magda Fronczewskie sont des chanteuses très populaires pour les enfants à la fin des années 1980 et début des années 1990.
Par ses films et ses apparitions TV, il est probablement plus connu comme Mr Kleks, le personnage principal d'une série de films basés sur des livres écrits par Jan Brzechwa.

## Filmographie
- 1969 : Comment j'ai provoqué la Seconde Guerre mondiale
- 1974 :  La Terre de la grande promesse
- 1975 : Bilan trimestriel (Bilans kwartalny) de Krzysztof Zanussi
- 1976 : Parada oszustów
- 1978 : Hallo Szpicbródka, czyli ostatni występ króla kasiarzy
- 1978 : Ziemia obiecana (série télévisée)
- 1979 - Kung-Fu
- 1981 - Znachor
- 1983 - Akademia pana Kleksa
- 1983 - Szaleństwa panny Ewy
- 1984 : La Traque
- 1985 - Podróże pana Kleksa
- 1987 - Cesarskie cięcie
- 1987 - Zabij mnie, glino
- 1988 - Pan Kleks w kosmosie
- 1989 - Konsul
- 1990 - L'Évasion du cinema Liberté
- 1995 - Eskapada (TV)
- 1998 - Billboard
- 1999 - Lot 001
- 1999 - Tygrysy Europy
- 1999 - Rodzina zastępcza
- 2001 : Weiser
- 2001 - Tryumf pana Kleksa
- 2002 : Chopin : Le Désir d'amour
- 2002 - Dzień świra
- 2002 - Rozmowy z katem
- 2011 - Czarny czwartek: Janek Wiśniewski padł